# 6220 Stepanmakarov
6220 Stepanmakarov è un asteroide della fascia principale. Scoperto nel 1978, presenta un'orbita caratterizzata da un semiasse maggiore pari a 3,0233287 UA e da un'eccentricità di 0,0901218, inclinata di 9,87156° rispetto all'eclittica.